# 雙城奇謀
《雙城奇謀》（英語：The Two Towers）是英国作家J·R·R·托尔金《魔戒》系列奇幻小说的第二部。它描述了作者虚构的中土大陸上发生的事情。本作品于1954年11月11日在英国出版第一版。

## 情節
持戒者佛羅多·巴金斯、山姆以及途中收服的咕嚕穿越死亡沼澤向魔多進發；被強獸人擄去的梅利和皮平伺機逃脫後在法貢森林遇到樹人樹鬍，並見證了艾辛格的毀滅；其三是人皇亞拉岡、精靈勒苟拉斯和矮人金靂追蹤強獸人到洛汗國，與變成白袍巫師的甘道夫重逢，並協助洛汗國王希優頓在聖盔谷戰役中打敗了薩魯曼的大軍。

## 評價
《雙城奇謀》出版後，由於故事結尾是佛羅多被半獸人囚禁在西力斯昂哥塔，許多讀者或評論家都非常期待最後的結果。《倫敦畫報》書評認為「這樣的懸疑實在殘酷」:177。

## 改編作品
2002年，《雙城奇謀》的改編電影《魔戒二部曲：雙城奇謀》上映，由彼得·傑克森執導，新線影業發行。該片中的「雙塔」是指薩魯曼的歐散克塔及索倫的巴拉多塔。

## 外部連結
- The Two Towers at the Internet Book List